# باژانتنیتسه و پراتسیوویتس
باژانتنیتسه و پراتسیوویتس (به چکی: Bažantnice u Pracejovic) یک منطقهٔ مسکونی در جمهوری چک است که در ستراکنیتسه واقع شده‌است.